# Shogaol
Shogaolul, mai precis (6)-shogaol, este un compus prezent în ghimbir, având structură chimică similară cu cea a gingerolului.
1. ↑   http://www.alfa-chemistry.com/6-shogaol-cas-555-66-8-item-1434.htm, accesat în 17 martie 2018 Lipsește sau este vid: |title= (ajutor)